# یوسی ناکاهارا
یوسی ناکاهارا (انگلیسی: Yusei Nakahara؛ زادهٔ ۱۵ ژوئن ۱۹۹۳) بازیکن فوتبال اهل ژاپن است.